# Amietophrynus asmarae
Amietophrynus asmarae е вид жаба от семейство Крастави жаби (Bufonidae). Видът е незастрашен от изчезване.

## Разпространение
Разпространен е в Еритрея и Етиопия.